# جامعة سانت آن
جامعة سانت آن هي جامعة عامة في كندا، تأسست عام 1890. تقع في مدينة تشريش بوينت.

## إحصائيات
يبلغ عدد طلاب الجامعة 504 طالب، منهم 24 طالب دراسات عليا.